# Turturești
Turtureștiⓘ – wieś w Rumunii, w okręgu Neamț, w gminie Girov. W 2011 roku liczyła 499 mieszkańców.